# Vitré (Deux-Sèvres)
Vitré era una comuna francesa situada en el departamento de Deux-Sèvres, de la región de Nueva Aquitania, que el 1 de enero de 2013 pasó a ser una comuna delegada de la comuna nueva de Beaussais-Vitré al fusionarse con la comuna de Beaussais.

## Demografía
| Gráfica de evolución demográfica de Vitré entre 1800 y 2010 |
|                                                             |

Los datos demográficos contemplados en este gráfico de la comuna de Vitré se han cogido de 1800 a 1999 de la página francesa EHESS/Cassini, y los demás datos de la página del INSEE.